# アルミネ
株式会社アルミネは、アルミ線・棒・板・条などの製造販売を主体とした金属加工会社。独自の製造方法である「連続鋳造圧延法」で、アルミ線・棒・板・条を地金から一貫生産で製造している。

## 沿革
- 1921年（大正10年)
  - 1月 - 大阪府大阪市西区本田通りに竹内製造所として発足
- 1960年（昭和35年）
  - 11月 - 大阪府大阪市東成区深江にて、資本金200万円で

深江金属工業株式会社として新発足
- 1961年（昭和36年）
  - 2月 - 米軍調達本部（APA)納入業者に指定される
  - 9月 - 東大阪市高井田に移転。アルミ線、異形線等の生産開始
- 1963年（昭和38年）
  - 7月 - 600万円に増資
- 1966年（昭和41年）
  - 7月 - 1,500万円に増資
- 1967年（昭和42年）
  - 4月 - 工場を東大阪市菱江に移転
  - 6月 - 3500万円に増資
- 1968年（昭和43年）
  - 1月 - 保税工場認可
  - 9月 - 5,000万円に増資
- 1970年（昭和45年）
  - 2月 - 関東地区の受注の拡大に伴い、東京営業所を開設
- 1972年（昭和47年）
  - 3月 - オーストラリア・コマルコ社と取引開始
- 1973年（昭和48年）
  - 11月 - 東京営業所を東京支店と改め新築開設
- 1974年（昭和49年）
  - 8月 - 1億円に増資
  - 12月 - 中小企業投資育成会社より投資を受ける。1億5千万円に増資
- 1975年（昭和50年）
  - 12月 - 山口県大津郡三隅町に三隅工場（アルミ線）を完成、操業開始（オンライン化する）
- 1981年（昭和56年）
  - 2月 - 3億円に増資
- 1982年（昭和57年）
  - 10月 - 4億円に増資
- 1983年（昭和58年）
  - 11月 - 三隅第四工場と世界最大級の連続鋳造圧延機が完成
- 1985年（昭和60年）
  - 12月 - 山口県阿武郡川上村に、川上東工場が完成（アルミ板冷間6段 HC 圧延設備）
- 1989年（平成1年）
  - 5月 - 川上東工場が操業開始
  - 10月 - 20億4千万円に増資
- 1990年（平成2年）
  - 4月 - 株式会社アルミネに社名変更
- 1991年（平成3年）
  - 10月 - 大阪市西区阿波座に本社ビル新築移転
- 1993年（平成5年）
  - 7月 - 川上東工場、川上西工場、三隅工場がISO9001（1994）の認証を取得
- 1999年（平成11年）
  - 8月 - 5億2百50万円に減資
- 2002年（平成14年）
  - 7月 - ISO9001（2000）認証取得
- 2005年（平成17年）
  - 4月 - 川上東工場、川上西工場、三隅工場がISO14001（1996）認証取得
- 2006年（平成18年）
  - 4月 - 川上東工場、川上西工場、三隅工場がISO14001（2004）認証取得
- 2008年（平成20年）
  - 6月 - 4億9千万円に減資
  - 12月 - 東京都中央区八重洲に東京本社移転
- 2010年（平成22年）
  - 3月 - 川上東（工場）、川上西(工場）、三隅(工場）がISO9001（2008）認証取得。
- 2012年（平成24年）
  - 5月 - ベトナムホアビン省ルオンソン工業団地にて有限会社アルミネ・ベトナム工場完成。